# Escala pentatónica
Una escala pentatónica, pentafónica o pentáfona, en música, es una escala o modo musical constituido por una sucesión de cinco sonidos, alturas o notas diferentes dentro de una octava.

## Descripción
En realidad sería más apropiado hablar de escalas pentatónicas en plural, puesto que existen diversos tipos. Además son muy comunes y aparecen muestras de ellas en un sinfín de géneros y culturas musicales. La etnomusicología suele clasificar estas escalas en dos grandes categorías: hemitónicas, que contienen uno o más semitonos, y anhemitónicas, que no contienen semitonos. La más común es la anhemitónica, que no está separada por semitonos sino por tonos enteros e intervalos de tercera. En concreto está compuesta por tres tonos enteros y dos terceras menores, el patrón de intervalos es tono–tono–tono y medio–tono–(tono y medio) en el caso de las pentatónicas mayores; o bien tono y medio–tono–tono–tono y medio–(tono) para las pentatónicas menores.

### Tipos

#### Hemitónicas y anhemitónicas
La etnomusicología suele clasificar las escalas pentatónicas en hemitónicas o anhemitónicas. Las escalas hemitónicas contienen uno o más semitonos, mientras que las anhemitónicas no contienen semitonos. Por ejemplo, en la música japonesa la escala yo anhemitónica contrasta con la escala in hemitónica. Las escalas pentatónicas hemitónicas son también llamadas «escalas ditónicas», debido a que el intervalo más grande que hay en ellas es el ditono (por ejemplo, en la escala do–mi–fa–sol–si–do, el intervalo existente entre do–mi y sol–si). Esta denominación no debe confundirse con el término idéntico utilizado también por los etnomusicólogos para describir una escala formada por solo dos notas.

#### Escala pentatónica mayor
La construcción de estas escalas puede llevarse a cabo de múltiples formas.
- Aplicar el esquema de intervalos tono–tono–tono y medio–tono–tono y medio a partir de una nota concreta. Desde do el resultado es do–re–mi–sol–la. C–D–E–G–A.
- Partiendo de una escala mayor eliminar los grados cuarto y séptimo. En otras palabras, tomar de la escala mayor los tonos 1, 2, 3, 5 y 6. Por ejemplo, en la escala de do mayor (do–re–mi–fa–sol–la–si) se omiten el cuarto y séptimo grados (fa y si), dando como resultado do–re–mi–sol–la. C–D–E–G–A.
- Siguiendo el círculo de quintas se cuentan las quintas justas desde una determinada nota y después se ordenan las notas resultantes. Por ejemplo, para obtener la pentatónica mayor de do se cuentan las siguientes quintas (do, sol, re, la, mi) y después se ordenan, quedando así: do–re–mi–sol–la. C–D–E–G–A.
- Simplemente la sucesión de las notas correspondientes a las teclas negras del piano da lugar a otra de estas escalas.

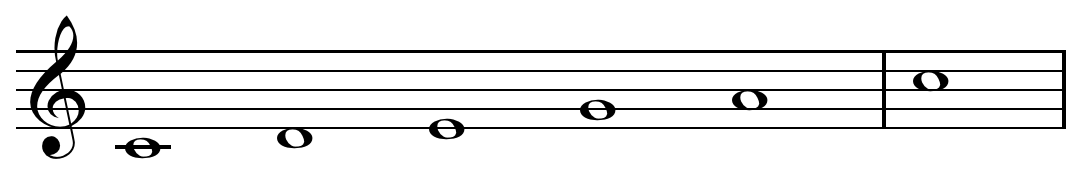
Escala pentatónica mayor de do.

#### Escala pentatónica menor
De igual forma que en el caso anterior, hay diversas vías para obtener este tipo de pentatónicas.
- La pentatónica menor es una escala relativa de la pentatónica mayor. Así pues, la pentatónica menor de la estaría formada por las mismas notas que la pentatónica mayor de do pero comenzando en la, dando como resultado la–do–re–mi–sol–la. A–C–D–E–G–A.
- Aplicar el esquema de intervalos tono y medio–tono–tono–tono y medio–tono a partir de una nota concreta. Desde la el resultado es la–do–re–mi–sol–la. A–C–D–E–G–A.
- Partiendo de una escala menor, eliminar los grados segundo y sexto menor. En otras palabras, tomar de la escala menor natural los tonos 1, 3, 4, 5 y 7.[10]

Por ejemplo, en la escala de la menor (la–si–do–re–mi–fa–sol). A–B–C–D–E–F–G. se omiten el segundo grado y el sexto menor (si y fa) y se obtiene la–do–re–mi–sol–la. A–C–D–E–G–A. 
- También puede entenderse como una escala de blues con determinados huecos.[11]

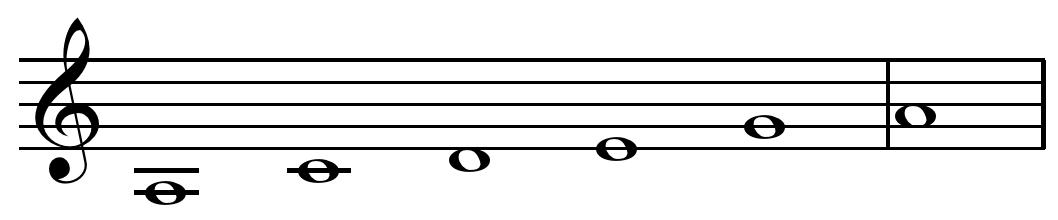
Escala pentatónica menor de la.

Entre las canciones basadas en la escala pentatónica menor de la se incluyen la canción popular canadiense "Land of the Silver Birch". Debido a su simplicidad, las escalas pentatónicas son de uso frecuente en la iniciación de los niños en la música. Otras canciones populares infantiles son prácticamente pentatónicas. Por ejemplo, la naturaleza casi pentatónica de la canción de cuna "Summertime" de George Gershwin es evidente cuando se interpreta en la tonalidad de mi bemol menor. En dicha tonalidad la melodía se puede tocar casi por completo en las teclas negras del piano, salvo una sola vez en cada verso donde se requiere una tecla blanca.

#### Escalas pentatónicas con las teclas negras del piano
Las cinco escalas pentatónicas que surgen de la combinación de las teclas negras del piano son:
| N.º      | Nombre                           | Teclas negras             | Ratios (Justa)    | Transposición a teclas blancas |
| -------- | -------------------------------- | ------------------------- | ----------------- | ------------------------------ |
| Modo I   | Pentatónica menor                | mi♭–sol♭–la♭–si♭–re♭–mi♭  | 30:36:40:45:54:60 | la–do–re–mi–sol–la             |
| Modo II  | Pentatónica mayor                | sol♭–la♭–si♭–re♭–mi♭–sol♭ | 24:27:30:36:40:48 | do–re–mi–sol–la–do             |
| Modo III | Egipcia                          | la♭–si♭–re♭–mi♭–sol♭–la♭  | 24:27:32:36:40:48 | re–mi–sol–la–do–re             |
| Modo IV  | Escala de blues menor, Man Gong  | si♭–re♭–mi♭–sol♭–la♭–si♭  | 15:18:20:24:27:30 | mi–sol–la–do–re–mi             |
| Modo V   | Escala de blues mayor, escala yo | re♭–mi♭–sol♭–la♭–si♭–re♭  | 24:27:32:36:40:48 | sol–la–do–re–mi–sol            |

(Una séptima menor puede ser 7:4, 16:9 o 9:5; una sexta mayor puede ser 27:16 o 5:3. Ambas fueron elegidas para minimizar las ratios.)
Ricker asignó a la escala pentatónica mayor el modo I mientras que Gilchrist le asignó el modo III.

### Afinación
Ben Johnston propone la siguiente afinación pitagórica para la escala pentatónica menor: Reproducirⓘ
| Nota      | Solfeo  | La    | La    | Do    | Do    | Re  | Re  | Mi    | Mi    | Sol  | Sol  | La  | La  |
| --------- | ------- | ----- | ----- | ----- | ----- | --- | --- | ----- | ----- | ---- | ---- | --- | --- |
| Nota      | Ratio   | 1/1   | 1/1   | 32/27 | 32/27 | 4/3 | 4/3 | 3/2   | 3/2   | 16/9 | 16/9 | 2/1 | 2/1 |
| Nota      | Natural | 54    | 54    | 64    | 64    | 72  | 72  | 81    | 81    | 96   | 96   | 108 | 108 |
| Nota      | Audio   | 1ⓘ    | 1ⓘ    | 3ⓘ    | 3ⓘ    | 4ⓘ  | 4ⓘ  | 5ⓘ    | 5ⓘ    | 7ⓘ   | 7ⓘ   | 8ⓘ  | 8ⓘ  |
| Intervalo | Nombre  |       | 3ªm   | 3ªm   | T     | T   | T   | T     | 3ªm   | 3ªm  | T    | T   |     |
| Intervalo | Ratio   | 32/27 | 32/27 | 9/8   | 9/8   | 9/8 | 9/8 | 32/27 | 32/27 | 9/8  | 9/8  |     |     |

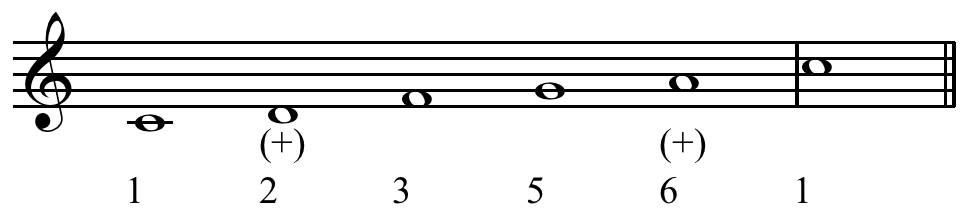
Slendro aproximado en notación occidental. («La representación de los sistemas de afinación de las escalas slendro y pelog en la notación occidental mostrados más arriba no deben considerarse en ningún caso absolutos. No sólo es difícil transmitir escalas no occidentales a la notación occidental...»).

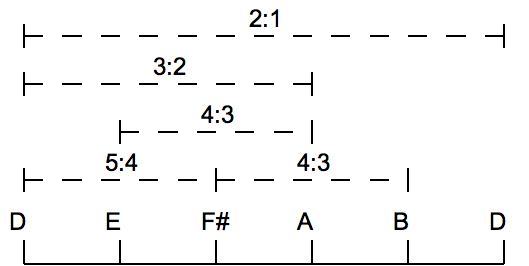
Afinación pentatónica justa del "American Gamelan" de Lou Harrison. Esto da las proporciones 24:27:30:36:40.

Las notas naturales de esa tabla no son la serie de la a sol sin sostenidos y bemoles. Estas notas naturales son recíprocas de los términos en el serie armónica, que son múltiplos de una frecuencia fundamental. Esto puede obtenerse mediante el principio que históricamente proporciona las escalas pitagóricas diatónicas y cromáticas, apilando quintas justas con proporciones de frecuencia 3:2 (do–sol–re–la–mi). Considerando la escala sin semitonos como un subconjunto de una escala diatónica justa, está afinada así; 20:24:27:30:36 (la–do–re–mi–sol = 5/3–1/1–9/8–5/4–3/2). La asignación de proporciones de frecuencia precisas a las escalas pentatónicas de la mayoría de las culturas es problemático, ya que la afinación puede ser variable. Por ejemplo, la escala slendro sin semitonos y sus modos de Java y Bali se dice que tienden a ser, a grandes rasgos, una escala de cinco notas de temperamento igual, «el slendro se compone de cinco intervalos iguales o relativamente iguales», pero de hecho, sus afinaciones varían dramáticamente de un gamelán a otro gamelán. «...En general, no hay dos conjuntos gamelán que tengan exactamente la misma afinación, ya sea en la altura musical o en la estructura de intervalos. No hay formas estándar javanesas de estos dos sistemas de afinación.»
Los músicos especialmente entrenados entre el pueblo Gogo de Tanzania cantan los armónicos del cuarto al noveno (y ocasionalmente el décimo) por encima de una fundamental, que corresponde a las proporciones de frecuencia 4:5:6:7:8:9 hasta ocho, se trata de una escala octaval de cinco notas (8 es la misma nota una octava más alta que 4), mientras que nueve está una segunda mayor por encima de ocho, y una novena mayor por encima de cuatro. El bit 6:7:8 incluye dos ratios septimal que rara vez se encuentran en pentagramas occidentales (tercera menor septimal y tono entero septimal).
El Lou Harrison ha sido el único de los compositores más recientes que ha propuesto y desarrollado nuevas escalas pentatónicas basadas en modelos históricos. Harrison y William Colvig afinan la escala slendro del gamelán en los armónicos 16:19:21:24:28. (1/1–19/16–21/16–3/2–7/4). Afinan el gamelán Mills de tal manera que los intervalos entre los grados de la escala siguen las siguientes ratios 8:7–7:6–9:8–8:7–7:6. (1/1–8/7–4/3–3/2–12/7–2/1 = 42:48:56:63:72).

## Distribución
Estas escalas son prácticamente omnipresentes en todas las culturas y prácticas musicales del mundo. Así pues encontramos pentatónicas en un gran número de canciones infantiles, en la música tradicional de países con importante sustrato celta, en la música de África Occidental, en la tradición musical afrocaribeña, en gran cantidad de melodías tradicionales de los países de la cordillera de los Andes, en la música folclórica de Estados Unidos, en la música tradicional de Grecia y en la música de la región del Epiro al noroeste de Grecia, en la música del sur de Albania, en las tierras altas de los montes Tatras al sur de Polonia, en la música tradicional húngara, en el canto joik de los lapones, en melodías de Corea, Japón, China y Vietnam. La afinación de instrumentos como el krar de Etiopía y la orquesta gamelán de Indonesia se hacen conforme a esta clase de escalas.
Además se encuentra en las melodías de los espirituales afroamericanos, en la música góspel, el jazz, el blues y el rock. La música clásica occidental tampoco es ajena a esta escala, que se puede apreciar en la producción de compositores como Frédéric Chopin, Claude Debussy, Maurice Ravel y Béla Bartók. El Estudio Op. 10 n.º 5 de Chopin, también conocido como "La négresse" y "Black keys", es decir, "Teclas negras", constituye una muestra de la utilización de la escala pentatónica mayor en este ámbito.

### Asia
La escala pentatónica mayor es la escala básica de la música de China y música de Mongolia. Los sonidos fundamentales (sin técnicas meri o kari) tomados de los cinco orificios de la flauta japonesa llamada shakuhachi forman una escala pentatónica menor. La canción tradicional japonesa "Sakura" emplea una escala pentatónica hemitónica con las notas la–si–do–mi–fa. La escala yo utilizada en los cantos budistas shōmyō y música gagaku de la corte imperial de Japón es la escala pentatónica sin semitonos se muestra a continuación, que es el cuarto modo de la escala pentatónica mayor.
En la música gamelán de Java la escala slendro es pentatónica con intervalos más o menos equidistantes (muestra MIDIⓘ). Por otra parte, la escala pelog cuenta con siete tonos, pero generalmente se interpreta usando uno de varios subconjuntos pentatónicos (conocido como pathets), que son aproximadamente análogos a diversas tonalidades o modos.

### América
En la música andina se utiliza sustancialmente la escala pentatónica menor y a veces la mayor. La música andina preserva y desarrolla una rica herencia de la cultura musical incaica. En los géneros más antiguos de la música andina, que se toca sin instrumentos de cuerda, solo con vientos y percusión, la melodía pentatónica suele ser conducida mediante quintas y cuartas justas paralelas, así que formalmente esta música es hexatónica. Por ejemplo: Pacha Sikuⓘ
La pentatónica menor se utiliza en la música folclórica de los Apalaches. La música de los Pies negros utiliza con mayor frecuencia escalas tetratónicas o pentatónicas sin semitonos.

### Europa
En la música escocesa la escala pentatónica es muy común. La escala de gaita Great Highland se considera que son tres escalas pentatónicas entrelazadas. Esto es especialmente cierto en el caso del Piobaireachd, que generalmente utiliza una de las escalas pentatónicas partiendo de las nueve notas posibles. También aparece en la música tradicional irlandesa, ya sea pura o casi.

### Música popular
La música jazz habitualmente utiliza tanto la escala pentatónica mayor como la menor. Por ejemplo, los pianistas de jazz Art Tatum, Chick Corea y Herbie Hancock, así como en blues y rock. Las escalas pentatónicas son útiles para la improvisación en contextos de jazz, pop y rock actuales, porque funcionan bien sobre varios acordes diatónicos de la misma tonalidad. Por ejemplo, la escala de blues deriva principalmente de la pentatónica menor, una escala muy popular para la improvisación en el ámbito del blues y rock por igual. Solo de guitarra de rock casi totalmente en si menor pentatónicaⓘ  Por ejemplo, más de una tríada de do mayor (do–mi–sol) en la tonalidad de do mayor la nota fa puede ser percibida como disonante, ya que está medio tono por encima de la tercera mayor (mi) del acorde. Por esta razón suele evitarse. Utilizar la escala pentatónica mayor es una manera fácil de remediar este problema. Los tonos de la escala 1, 2, 3, 5, 6 de la pentatónica mayor o bien son tonos  de tríadas mayores (1, 3, 5) o extensiones consonantes comunes (2, 6) de tríadas mayores. Para la correspondiente pentatónica relativa menor, los tonos de la escala 1, ♭3, 4, 5, ♭7 funcionan de la misma manera, ya sea como tonos de tríada menor (1, ♭3, 5) o como extensiones comunes (4, ♭7), ya que todos ellos evitan estar a medio tono de un tono acorde.
En el heavy metal se utilizan mucho en los solos de guitarra, los solos de Zakk Wylde son ejemplos del constante uso que se le dan a estas escalas en este género musical.[cita requerida]
Las melodías de la música popular algunas veces contienen la escala pentatónica. Por ejemplo, en las canciones "Ol' Man River" o "Sukiyaki". La escala pentatónica es también un ingrediente básico de la música cinematográfica, donde se emplea como un recurso para indicar contextos primitivos o exóticos. Con los cambios apropiados en la orquestación puede utilizarse para describir un ambiente oriental, una escena con indios norteamericanos, o una rústica Hoedown. Un ejemplo de música de cine en la que a la vez elementos de Asia Oriental y América Occidental de la historia se sugieren en la melodía es el tema del título de Las 7 caras del Dr. Lao.
Los himnos y otras formas de música sacra a veces utilizan la escala pentatónica. Por ejemplo, la melodía del himno "Amazing Grace", uno de los más célebres de todas las piezas de música religiosa.

### Música clásica occidental
Los compositores de música clásica occidental han empleado las escalas pentatónicas para aportar efectos especiales a sus obras. Antonín Dvořák , inspirado por la música nativa americana y los espirituales afroamericanos que escuchó en Estados Unidos, hizo un amplio uso de temas pentatónicos en su Sinfonía n.º 9 "Del Nuevo Mundo" y en su Cuarteto de cuerda n.º 12 "americano". Las óperas Madama Butterfly y Turandot de Giacomo Puccini hacen alusión al pentatonismo de Japón y de China respectivamente. Maurice Ravel utilizó una escala pentatónica como base de una melodía en Passacaille, el tercer movimiento de su Trío de piano y como un pastiche de música china en "Laideronette, Emperatrice des Pagodes", que es un movimiento de su obra Mi madre, la oca. El mandarín maravilloso de Béla Bartók y El ruiseñor de Ígor Stravinski contienen muchos pasajes pentatónicos. Das Lied von der Erde de Gustav Mahler también contiene fuertes influencias de escalas pentatónicas orientales, mezcladas con un avanzado lenguaje armónico romántico, formando una obra maestra que suena bastante peculiar.

## Uso en educación
La escala pentatónica desempeña un papel significativo en la educación musical, sobre todo en las metodologías pedagógicas basadas en los trabajos de Carl Orff, Zoltán Kodály y Rudolf Steiner en los niveles de educación elemental y primaria. 

### Método Orff
El método Orff hace especial hincapié en el desarrollo de la creatividad a través de la improvisación en los niños, sobre todo mediante el uso de la escala pentatónica. El instrumental Orff como xilófonos, campanas y otros metalófonos, utilizan placas de madera, de metal o campanas que pueden ser retiradas por el docente dejando únicamente los correspondientes a la escala pentatónica, que Carl Orff mismo consideraba la tonalidad nativa de los niños. Los niños comienzan a improvisar utilizando exclusivamente las placas de pentatónica. Con el tiempo, a criterio del maestro se irán agregando más hasta completar la escala diatónica. Orff creía que el uso de la pentatónica a una edad tan temprana era apropiado para el desarrollo de cada niño, ya que la naturaleza de esta escala implica que es imposible para el niño cometer ningún error armónico.

### Pedagogía Waldorf
En la pedagogía Waldorf la música basada en este tipo de escalas se considera adecuada para los niños pequeños debido a su sencillez y facilidad para la expresión inconsciente. La música pentatónica basada en intervalos de quinta es a menudo cantada y tocada en la primera infancia; intervalos cada vez más pequeños se van enfatizando dentro de la pentatónica a medida que los niños progresan a través de los cursos escolares. Alrededor de los nueve años de edad la música comienza a centrarse en la música folclórica primero usando una escala de seis tonos y luego las escalas diatónicas modernas, con el objetivo de mostrar el progreso del desarrollo del niño en su experiencia musical. Los instrumentos pentatónicos que se utilizan en este método son liras, flautas y placas de diferentes alturas. Asimismo, existen instrumentos que han sido específicamente diseñados y construidos para el currículo Waldorf.